# المو (میزوری)
المو (به انگلیسی: Elmo) یک شهر در ایالات متحده آمریکا است که در شهرستان نوداوای، میزوری واقع شده‌است. المو ۰٫۶۰ کیلومتر مربع مساحت و ۱۶۸ نفر جمعیت دارد و ۳۱۳ متر بالاتر از سطح دریا واقع شده‌است.